# Franciszek Sobkowiak
Franciszek Sobkowiak (ur. 19 sierpnia 1913 we Friedbergu lub 3 października 1914 w Essen, zm. 30 października 1942 w okolicach Egersundu) – polski piłkarz, w czasie II wojny światowej pilot wojskowy, kawaler Virtuti Militari.

## Życiorys
Był piłkarzem Warty Poznań, który grał w meczach ligowych tej drużyny na pozycji napastnika i pomocnika. W reprezentacji Polski wystąpił tylko raz, w rozegranym 25 września 1938 spotkaniu z Łotwą, które Polska przegrała 1:2.
Podczas kampanii wrześniowej służył w 3 pułku lotniczym w stopniu sierżanta. Jako pilot 31. eskadry rozpoznawczej wykonywał loty na rzecz Armii „Karpaty”. 3 września wykrył niemieckie kolumny pancerne wkraczające na teren Polski ze Słowacji. 6 września wziął udział w dwukrotnym nalocie na niemieckie kolumny poruszające się szosą Jędrzejów—Kije. Następnego dnia, podczas lądowania na lądowisku Cieszanów k. Rawy Ruskiej, uszkodził podwozie Czapli. W tej kraksie nie odniósł obrażeń. 9 września, w załodze z ppor. obs. Adamem Szjdzieckim bezskutecznie poszukiwał sztabu Armii „Karpaty.   
Po zakończeniu walk w Polsce przedostał się na Zachód. W Wielkiej Brytanii wstąpił do Polskich Sił Powietrznych, otrzymał numer służbowy RAF 780420. W 1940 r. otrzymał przydział do dywizjonu 301, po ukończeniu w 1941 r. tury lotów bojowych trafił do 138 dywizjonu specjalnego przeznaczenia RAF. W nocy 7 na 8 listopada 1941 był członkiem załogi pierwszego „polskiego” samolotu w barwach RAF, który wykonał lot nad okupowaną Polskę. Pilotowany przez niego samolot typu Halifax musiał przymusowo lądować w Szwecji, załoga została internowana. Na początku 1942 Sobkowiaku powrócił do Anglii.
Poległ w locie bojowym w Norwegii. Samolot Halifax o znakach NF-S W-7773 rozbił się w nocy z 29 na 30 października w okolicy Egersund. Na pokładzie oprócz załogi znajdowali się także trzej cichociemni. Pośmiertnie został odznaczony Orderem Virtuti Militari. Pochowany we wspólnym grobie nr 11-B-8 na cmentarzu w Egersund (Norwegia).

## Ordery i odznaczenia
Za swą służbę otrzymał odznaczenia:
- Krzyż Srebrny Virtuti Militari nr 9628,
- Krzyż Walecznych – czterokrotnie,
- Medal Lotniczy.